# Stadion S11

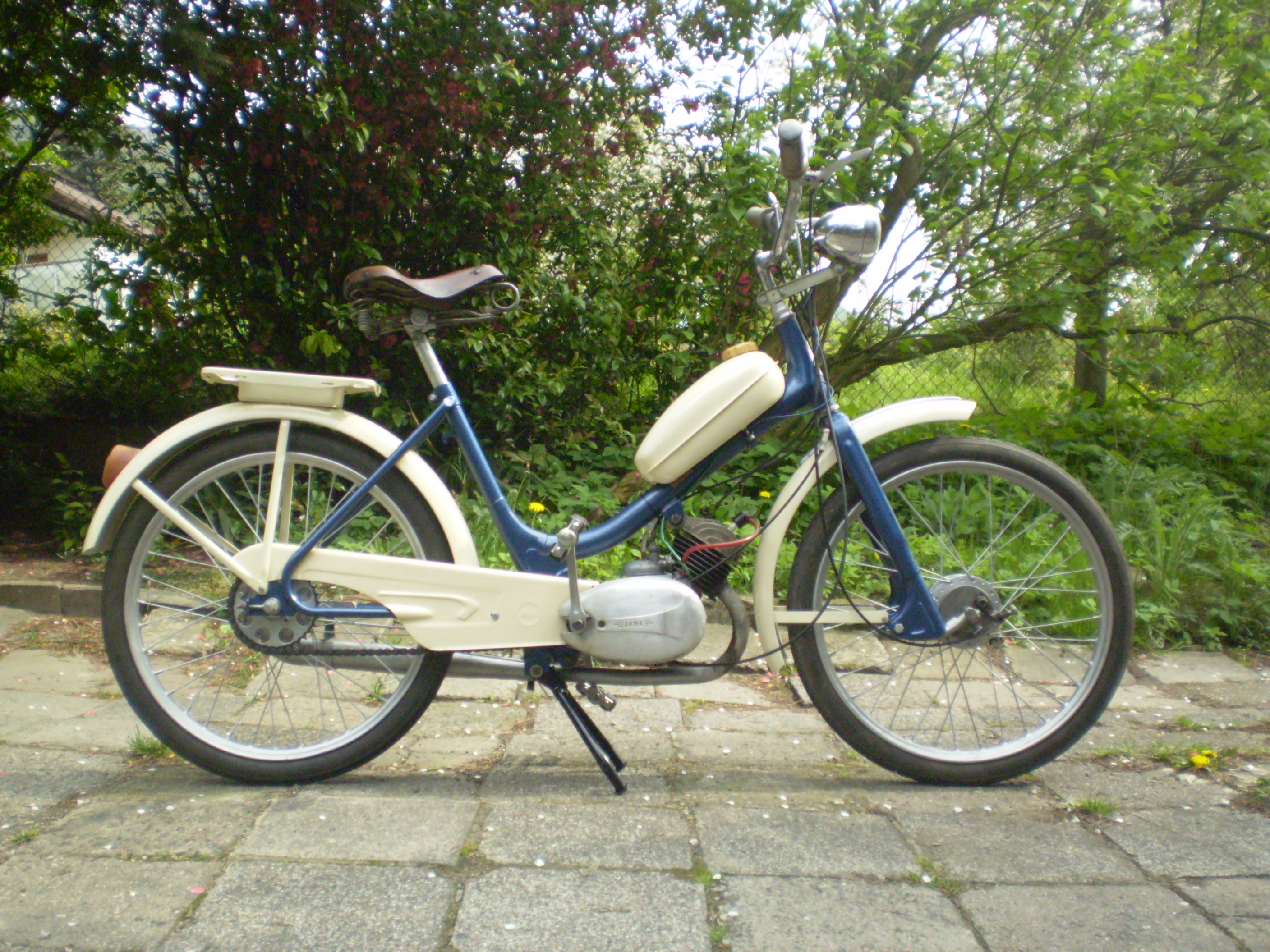
Stadion S11

Stadion S11 (familiárně označován jako „kozí dech“) byl následovníkem, nebo spíše drobnou modifikací, mopedu Stadion S1, kterého bylo vyrobeno pouze 2000 kusů. Jediné, čím se tyto dva modely série Stadion od sebe lišily, jsou drobné technické úpravy, kde se pouze tzv. „vychytaly mouchy“. Stadion S11 tedy byl prvním, široce rozšířeným, sériově vyráběným mopedem československého podniku n. p. MOTOR České Budějovice a byl montován v jeho dceřiném závodě Stadion Rakovník. Označení stadionu S11 znamená, že se jedná o první sérii (řadu) - celá první série nesla označení S11. Následné série nesly označení S22 (rok zahájení výroby 1960) a S23 (rok zahájení výroby 1962).

## Historie
První stadiony modelu S11 byly vyrobeny v roce 1957, ale sériová výroba se naplno rozběhla až v roce 1958. Před zahájením sériové výroby provázely Stadion potíže. První prototypy Stadionu byly vyrobeny s motory od západoněmecké firmy Fichtel & Sachs, přičemž se předpokládalo, že tyto motory budou standardně montovány do všech Stadionů. To ale nebylo vzhledem k tehdejší politické situaci možné. Nakonec se tento problém vyřešil tím, že byl vyvinut motor Jawa, typ 552, který byl vyráběn v mateřském podniku Stadionu Rakovník, v n. p. MOTOR České Budějovice.
Stadion S11 je velice úspěšný model Stadionu, který si získal oblibu mezi motoristickou veřejností. Celkově bylo vyrobeno přes 150 tisíc kusů Stadionu S11 a tím se stal nejúspěšnějším mopedem vyrobeným Stadionem Rakovník. Další modelové řady, které měly navázat na úspěch modelu S11, nikdy jeho úspěch nepřekonaly a ani nikdy nebyly tak oblíbené, jako již zmiňovaná S11.

## Konstrukce
| Název:                 | Stadion S11  |
| ---------------------- | ------------ |
| Rok výroby:            | 1957 - 1960  |
| Počet vyrobených kusů: | cca 150 tis. |
| Konstrukční rychlost:  | 40 km/h      |
| Spotřeba:              | 1,5 l/100 km |
| Obsah nádrže:          | 3l           |

Konstrukce Stadionu S11 je poměrně jednoduchá. Stadion S11 je otevřené konstrukce (na rozdíl od dalších řad není kapotovaný). Rám stadionu je svařený z trubek kruhového průřezu. Na spodní části rámu (u šlapek) jsou navařená držadla, která měla sloužit k snadnému přenášení mopedu. Přední vidlice Stadionu S11 má jednoduché odpružení, které ze začátku bylo provedeno pomocí tzv. tlačných ramen, ale ta byla později kvůli poruchovosti nahrazena jednoduchými tlačnými vahadly, na kterých je přiděláno přední kolo. Motor (motor Jawa, typ 552) je zavěšený zespodu na rámu stadionu, přičemž do něj je veden benzín pomocí krátké hadičky, která vede z nádrže. Nádrž stadionu je „posazená“ shora na rámu a má obsah 3 litry.

## Barevná provedení
- Barva rámu + vidlice: zelená (středně), modrá (středně), karmínová, kávová (tmavší jak bílá káva)
- Barva blatníků: bílá (barva slonoviny) - stejné pro všechny modely Stadionu (S11, S22 a S23). Výstavní verze měly blatníky chromované, stejně tak i nádrž.

## Stadion S11 v současnosti
Přestože výroba Stadionu s modelovým označením S11 skončila v roce 1960, moped Stadion S11 si stále dokáže získat srdce mnoha lidí. V současnosti existuje mnoho nadšenců, kteří objíždějí vesnice a od lidí nakupují Stadiony, které už dlouhé roky leží ve stodolách, garážích atd. Tyto Stadiony jsou posléze renovovány a jejich hrdí majitelé s nimi absolvují „spanilé“ jízdy. V České republice existuje mnoho různých sdružení, které sdružují majitele Stadionů, kteří mají ve většině případů právě S11 a kteří společně vyrážejí na různé výstavy, projížďky, atd.
Důvodů, proč si Stadion S11 získal takovou oblibu, může být několik. Jedním z hlavních důvodů je ten, že Stadiony jsou v dnešní době rarita a mnoho lidí v nich vidí zalíbení právě z tohoto důvodu. Dalším důvodem, který hlavně stojí za oblibou Stadionu S11 v době svého vzniku, může být již zmiňovaná jednoduchost konstrukce – Stadion S11 v podstatě vypadá jako kolo s motorem a nádrží. Jediným rozdílem mezi motokolem a S11 je ten, že motokola mohou fungovat i bez motoru (stačí motor sundat a zůstane vám obyčejné kolo), ale mopedy nikoliv. Toto nicméně nemění fakt, že jsou si motokola a mopedy Stadion S11 velice podobné a nepotřebují žádnou extra údržbu. To znamená, že každý, kdo umí opravit obyčejné kolo, opraví i S11. Dalším důvodem je ten, že jediné co k provozu S11 potřebujete, je řidičský průkaz typu AM (malý motocykl do 50 cm³, možno získat od 15 let) či průkaz typu B. Tedy ten kdo má řidičský průkaz na auto, může řídit tento moped, aniž by si musel dělat řidičský průkaz na motorku. Stejně tak se nemusí Stadiony nikde registrovat, protože podle platných českých zákonů nepotřebují mopedy státní poznávací značku (SPZ). To má své nepopiratelné výhody i nevýhody.